# Британски бојни крсташ Худ
Бојни крсташ Худ (енгл. HMS Hood) био је британски бојни крсташ изграђен 1918. Потопљен је 24. маја 1941. у бици против немачког бојног брода Бизмарк.

## Карактеристике
Худ је био бојни крсташ, ратни брод великог депласмана и брзине, врло јаког артиљеријског наоружања, али релативно слабе оклопне заштите, како би се уштедело у тежини и повећала брзина. Изграђен пред крај Првог светског рата, Худ је био највећи, најбржи и најбоље оклопљени бојни крсташ британске морнарице, који је требало да исправи недостатке ранијих британских бојних крсташа класе Непобедиви и Лав, грађених у периоду 1907-1910, од којих су чак три потопљена  у бици код Јиланда (1916), највише због слабије оклопне и подводне заштите. Поринут 1918, Худ је имао депласман од 42.100 тона (двоструко више од бојних крсташа класе Непобедиви), брзину од 31 чвор (према 26-29 код старијих класа) коју су обезбеђивале парне турбине снаге 151.000 КС (2-3 пута више него код старијих модела). Био је наоружан главном артиљеријом од 8 топова калибра 381 мм у 4 двоцевне куле (домета до 36.000 м и намењених за борбу на одстојању против површинских бродова), и помоћном артиљеријом калибара 47-143 мм (намењеном за блиску борбу против торпедних пловила). Постојале су и 2 подводне и 4 надводне торпедне цеви. Оклопни појас био је дебео до 305 мм, а оклоп на палуби до 102 mmмм. Бродска посада имала је 1.341 морнара и официра.

### Реконструкција
После Првог светског рата, одредбе Споразума петорице о поморском наоружању на Вашингтонској конференцији (1922) ограничиле су укупну тонажу бојних крсташа и бојних бродова, па су велике поморске земље одлучиле да у оквиру дозвољене квоте задрже што више бојних бродова. Тако је Велика Британија задржала само три бојна крсташа, Јапан 4, а САД су одустале од бродова тог типа. Велика Британија и Јапан реконструисали су преостале бојне крсташе појачањем оклопне и подводне заштите: на Худу је оклоп појачан за 6.000 тона. Бродови су уз то опремљени модерним уређајем за управљање ватром, хидроавионима на катапултима и јачом ПАА. Овим су се бојни крсташи у погледу заштите и наоружања приближили бојним бродовима.